# سليم علي سلام
سليم علي سلام (1868 - 1938) نائب في مجلس المبعوثان العثماني، ونائب في الحكومة العربية، ورئيس بلدية بيروت، ورئيس جمعية المقاصد الخيرية الإسلامية.

## الولادة والنشأة
ولد سليم علي عبد الجليل سلام في مصيطبة بيروت سنة 1868 م، وعمل في التجارة منذ نشأته، بعد تسلمه أعمال والده المتوفى سنة 1885 م، وقد برع في هذا المضمار.

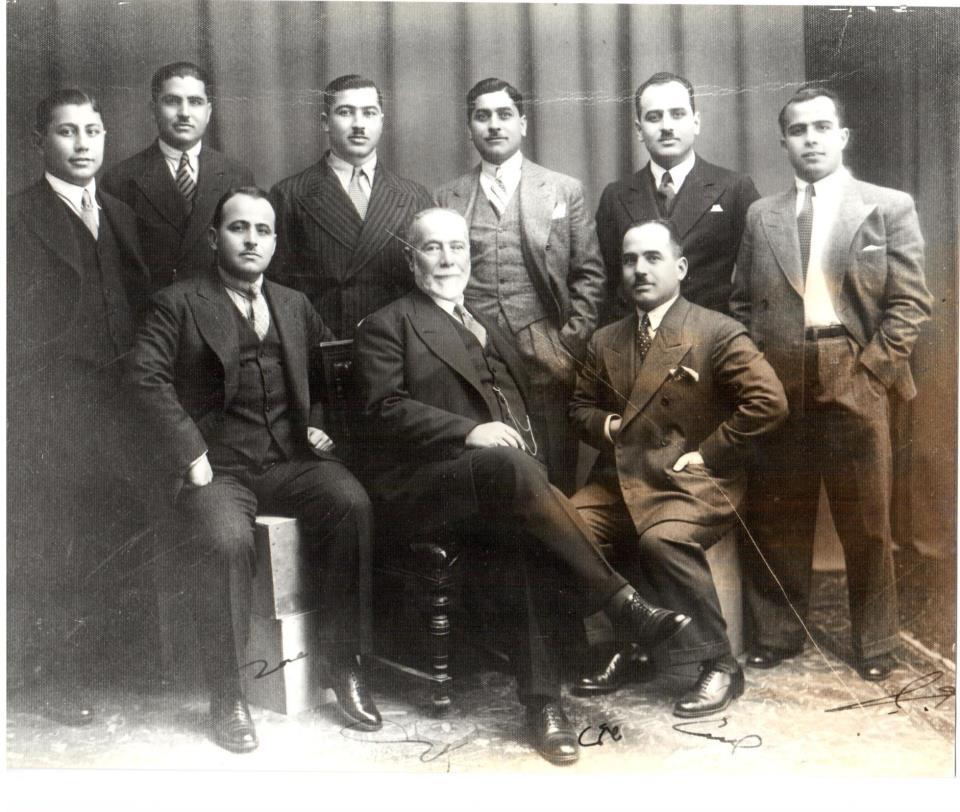
سليم علي سلام مع أبنائه

## نشاطه التجاري
عين عضواً في غرفة التجارة سنة 1898 م، ثم عضوا في محكمة التجارة 1899 م، ثم رئيسا البنك الزراعي سنة 1900 م.

## نشاطه السياسي
أصبح رئيسا لبلدية بيروت سنة 1908 م، كما انتخب في نفس السنة نائبا في مجلس المبعوثان العثماني بإستانبول، وعضو في مجلس إدارة ولاية بيروت 1909 م، كما تولى في نفس السنة رئاسة جمعية المقاصد الخيرية الإسلامية، وفي سنة 1912 م تولى رئاسة مؤتمرات الساحل الوحدوية، وبعد خلع الاتحاديون الأتراك السلطان عبد الحميد الثاني، تغيرت سياسة الباب العالي تجاه أهل الشام، وبدأت حركات التحرر العربية تلوح بالأفق، انضم سليم سلام للمؤتمر العربي الأول في باريس سنة 1913 م، وساهم بتأسيس جمعية الإصلاح البيروتية، المناهضة للسياسة التركية في الشرق، وفي سنة 1918 م استطاع الملك فيصل بن الحسين الهاشمي، من الدخول إلى دمشق، منهيا حكم الاتحاديين الأتراك للمنطقة، بعد نجاح الثورة العربية، فأسس الحكومة العربية الكبرى، وكان سلام أحد أعضائها، ومديرا لمكتبها في بيروت، في حين أنه انضم للموتمر السوري العام، في دمشق سنة 1919 م ممثلا عن بيروت مع جميل بيهم، وأمين بيهم، وعارف النعماني، وجورج حرفوش، كما ترأس مؤتمرات الساحل والأقضية الأربعة سنة 1936 م، وسنة 1937 م أصبح رئيسا للمجلس القومي الإسلامي، وقد توفي سنة 1938 م.

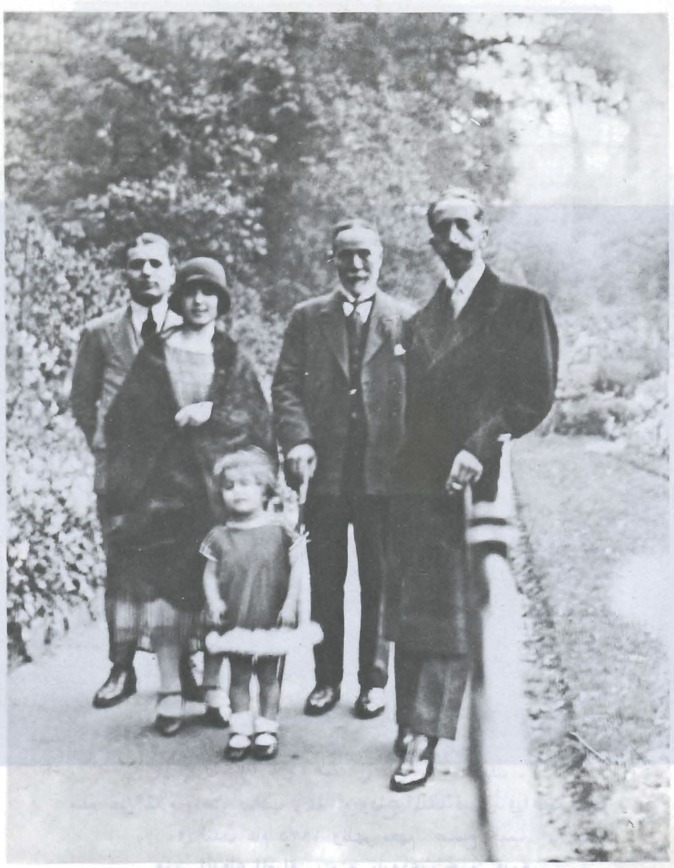
سليم سلام مع الملك فيصل الأول في متنزه ريشموند في لندن عام 1925 مع ابنه صائب وابنتيه عنبرة ورشا.